# Manuel Deodoro da Fonseca
Manuel Deodoro da Fonseca (Vila de Santa Maria Madalena da Lagoa do Sul, 5 agosto 1827 – Barra Mansa, 23 agosto 1892) è stato un militare e politico brasiliano.

## Biografia
Fu il primo presidente della Repubblica del Brasile, prima provvisoriamente dal 15 novembre 1889 al 26 febbraio 1891, poi regolarmente fino alle sue dimissioni il 23 novembre 1891.
Ufficiale dell'esercito imperiale brasiliano, Da Fonseca combatté nella guerra della Triplice Alleanza contro il Paraguay (1864-1870), fu promosso maresciallo e fu nominato vicegovernatore della provincia del Rio Grande do Sul (1887-1889).
Il 15 novembre 1889 Da Fonseca rovesciò l'imperatore Pietro II con un colpo di Stato incruento dell'esercito,  appoggiato da repubblicani, conservatori e schiavisti, proclamando la repubblica degli Stati Uniti del Brasile. Eletto presidente provvisorio dalla Camera Comunale di Rio de Janeiro, sciolse l'Assemblea Generale (il Parlamento dell'Impero), le Assemblee provinciali e le Camere comunali, e inviò interventores (ispettori con poteri straordinari) in tutte le province. Convocò un'Assemblea Costituente (1890-1891) che promulgò una Costituzione presidenziale e federalista sul modello statunitense (presidente della Repubblica capo dell'esecutivo, Congresso Nazionale bicamerale formato da Senato e Camera dei deputati, divisione amministrativa in Stati con propri organi di governo) e introdusse il matrimonio civile e la separazione della Chiesa dallo Stato. Eletto presidente dal Congresso Nazionale (26 febbraio 1891), volle sciogliere il Senato, ostile alla sua politica, per governare con poteri dittatoriali. L'insurrezione della marina militare, capeggiata dall'ammiraglio de Melo, e dello Stato del Rio Grande do Sul (che si trascinò fino al 1894), lo convinsero a dimettersi il 23 novembre 1891, lasciando il governo al vicepresidente Floriano Peixoto. Fu membro della Massoneria.
Sposò nel 1860 Mariana Cecília de Sousa Meirelles.